# FK Dinamo Tbilisi
Dinamo Tbilisi (georgiska: დინამო თბილისი) är en fotbollsklubb från Georgiens huvudstad Tbilisi, grundad år 1925.
Dinamo Tbilisi var ett av de starkaste lagen i Sovjetunionen. År 1981 vann man Cupvinnarcupen efter finalseger över Carl Zeiss Jena. Under sovjettiden fostrade klubben många kända sovjetspelare som Micheil Meschi, Kacha Kaladze, Aleksandre Tjivadze och Giorgi Loria, och efter sovjettiden har klubben fostrat många georgiska landslagsspelare. Dinamo Tbilisi spelar sina hemmamatcher på Boris Pajtjadze-stadion, som också är Georgiens nationalarena för fotboll. För närvarande spelar klubben i den georgiska högstaligan, Umaghlesi Liga. Klubben är den mest framgångsrika i Georgien med sina 13 ligatitlar sedan Georgiens självständighet.
Under säsongen 2012/2013 sponsrade den ukrainska banken PrivatBank klubbens matchkit, och därför finns bankens logga tryckt på klubbens tröjor. Kittillverkare under säsongen var Nike. 

## Klubbfärger
| Blått | Vitt |

## Historia

### Inledningen: 1920-talet
Dinamo Tbilisis historia inleds hösten år 1925 då sportsamhället Dinamo beslutade att bilda en fotbollsklubb, vid en tidpunkt då fotbollen stegvis började bli en av de populäraste sporterna i världen.
År 1927 startade Dinamo Tbilisi en ungdomsklubb, Nortji Dinamoeli (unga Dinamo). Ungdomsklubben försåg Dinamo Tbilisi med många talangfulla spelare, däribland den första målvakten som spelade för Dinamo i Sovjetmästerskapen, den första kaptenen (Sjota Savgulidze), försvararen (Michail Minajev), anfallaren (Vladimer Berdzenisjvili) med flera.

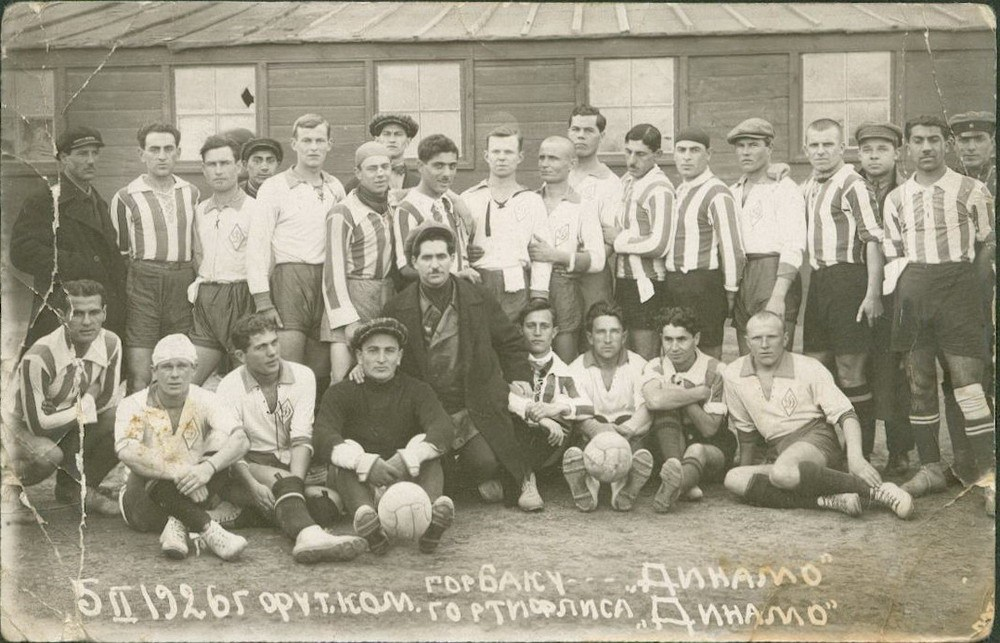
Dinamo Tbilisis och Dinamo Bakus spelare i Baku år 1926.

Under de tidiga åren existerade inget officiellt mästerskap varav klubbarna spelade vänskapsmatcher mot varandra. Den första matchen spelades mot den azerbajdzjanska klubben Dinamo Baku den 26 januari 1926, där den mer erfarna azeriska truppen vann med 1–0.
Tre dagar senare mötte Dinamo en annan azerisk klubb, "Progress" och vann den matchen med 3–0.
I augusti 1926 gjorde Dinamo Tbilisi en turné i Ryssland och Ukraina (som då var Sovjetunionen) där man spelade 18 matcher, vilket senare visade sig bli en lyckad turné för Tbilisiklubben.
Trots klubbens framgångar under mitten av 1930-talet beslöt Sovjets fotbollsfederation att placera Dinamo Tbilisi i förstadivisionen i stället för i den högsta ligan. Dinamo fortsatte att visa god form mot topplag och i Tbilisi vann man med 9–5 mot det sannolikt starkaste laget i sovjetligan, FC Dynamo Moskva. De vann senare över Dinamo Leningrad med 3–2, och vann 5 matcher av 6 och därutöver en oavgjord match mot Stalinec Moskva. Efter dessa resultat kunde Dinamo Tbilisi flyttas upp till högstaligan.

### Andra världskriget: 1930- och 1940-talen
Det andra mästerskapet startade upp under hösten 1936. Sammanlagt spelade Dinamo 1424 matcher i det sovjetiska mästerskapet. Den första matchen gick mot FK Dynamo Kiev som slutade 2–2 med mål av Nikolas Somov och Boris Paitjadze.
Den första segern i Sovjetmästerskapet kom i en match mot Spartak Moskva den 25 september. Micheil Berdzjenisjvili gjorde segermålet för Dinamo. Dinamo slutade på en tredjeplats i ligan den säsongen. Klubben utmanade om titeln, men nådde inte hela vägen efter bland annat en 2–3-förlust mot Krasnaja Zarija Leningrad. Dinamo spelade också en för många oförglömlig match mot Spartak Moskva i den sovjetiska cupens kvartsfinal, där Dinamo gjorde tre mål på övertid vilket gjorde att man vann matchen med 6–3. De nådde finalen i samma cup, men där förlorade de mot Lokomotiv Moskva med 0–2. Deras första internationella match ägde rum år 1937 då Dinamo mötte den spanska klubben Baskonia, som vann matchen med 2–0.
På 1930- och 1940-talen var Dinamo en av de bästa klubbarna i Sovjetunionen, även om klubben inte lyckades vinna någon titel. De refererades ofta som de "okrönta mästarna".

### Klubbrekord: 1950-talet
På 1950-talet leddes klubben av Avtandil Ghoghoberidze som tillbringade 14 år i klubben. Han innehar än idag rekordet i antal matcher spelade för klubben, med sina 341 stycken och på dessa gjorde han 127 mål.

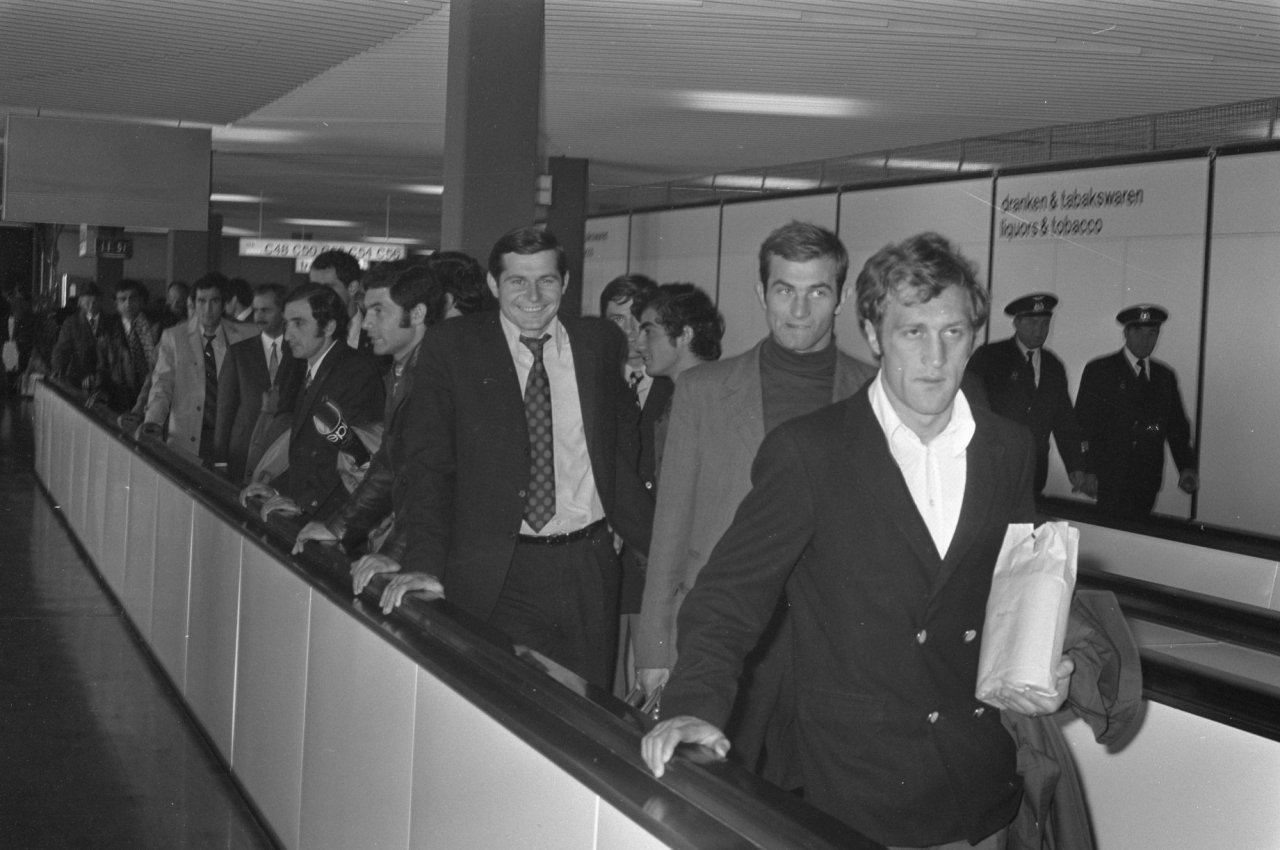
Dinamo Tbilisis trupp anländer till Amsterdam-Schiphols flygplats i Amsterdam 1972.

En prominent plats i klubbens historia har Andro Zjordania, en tränare som anses vara en huvudfigur i klubbens historia. Efter hans bortgång har Dinamo Digomis träningsplan döpts i Zjordanias ära.

### Första titeln: 1960-talet
Den första stora framgången kom år 1964 då Dinamo vann sovjetmästerskapet, där klubben gick obesegrad i de sista 15 matcherna. I slutet spelade Dinamo oavgjort mot Dynamo Moskva och därav spelade klubbarna ännu en match som hölls i Tasjkent (Uzbekiska SSR) där Dinamo vann med 4–1.
På slutet av 1960-talet och under början av 1970-talet förstärktes Dinamos spelarkvalitet ytterligare då flera talangfulla spelare tillkom: Micheil Meschi, Slava Metreveli, Sovjetunionens lagkapten Murtaz Churtsilava, Revaz Dzodzuasjvili, Kachi Asatiani, Gotja Gavasjeli, Guram Petriasjvili, Piruz Kanteladze och bröderna Nodia.

### Storhetstiden: 1970-talet
Dinamos första framträdande i Europa kom år 1972 mot holländska Twente Enschede i UEFA-cupen. Dinamo vann med 3–2 efter två mål av Givi Nodia och ett av Davit Kipiani. 
År 1973 vann Dinamo sin första internationella titel. Efter att ha slagit Club Atlético de Madrid och SL Benfica, ett av Europas bästa lag vid tidpunkten, vann Dinamo Columbus Caravela-trofén.
År 1976 utnämndes Nodar Achalkatsi (framtida president i georgiska fotbollsfederationen) till Dinamos huvudtränare. Det var under hans ledarskap som laget nådde sina allra största framgångar. Laget refererades som det "bra laget" mellan år 1976–1982 och karakteriserades av ett mobilt, snabbt och tekniskt spelsätt.
Under denna period vann Dinamo sovjetcupen år 1976, efter att ha besegrat Ararat Jerevan (Armeniska SSR) med 3–0 med mål gjorda av Davit Kipiani, Piruz Kanteladze och Revaz Tjelebadze. Laget nådde samma framgång år 1979 då de slog Dynamo Moskva med 5–4 efter straffläggning. De vann även sovjetmästerskapet en andra gång år 1978. År 1979 spelade klubben sin första europacupsmatch, då de slog ut Liverpool FC men blev själva utslagna av Hamburger SV i nästa runda.

### Slutet på sovjettiden: 1980-talet
Den hittills största höjdpunkten i Dinamo Tbilisis historia kom den 13 maj 1981 då klubben besegrade Carl Zeiss Jena i finalen av cupvinnarcupen i fotboll 1980/1981 med 2–1 i Düsseldorf och man tog det prestigefulla priset till Tbilisi. Det blev ett firande inte bara för klubben utan även för hela Georgien. Bland de spelare som var med och vann cupen fanns Davit Kipiani och Otar Gabelia (numer tränare för Georgiens U21-herrlandslag i fotboll).

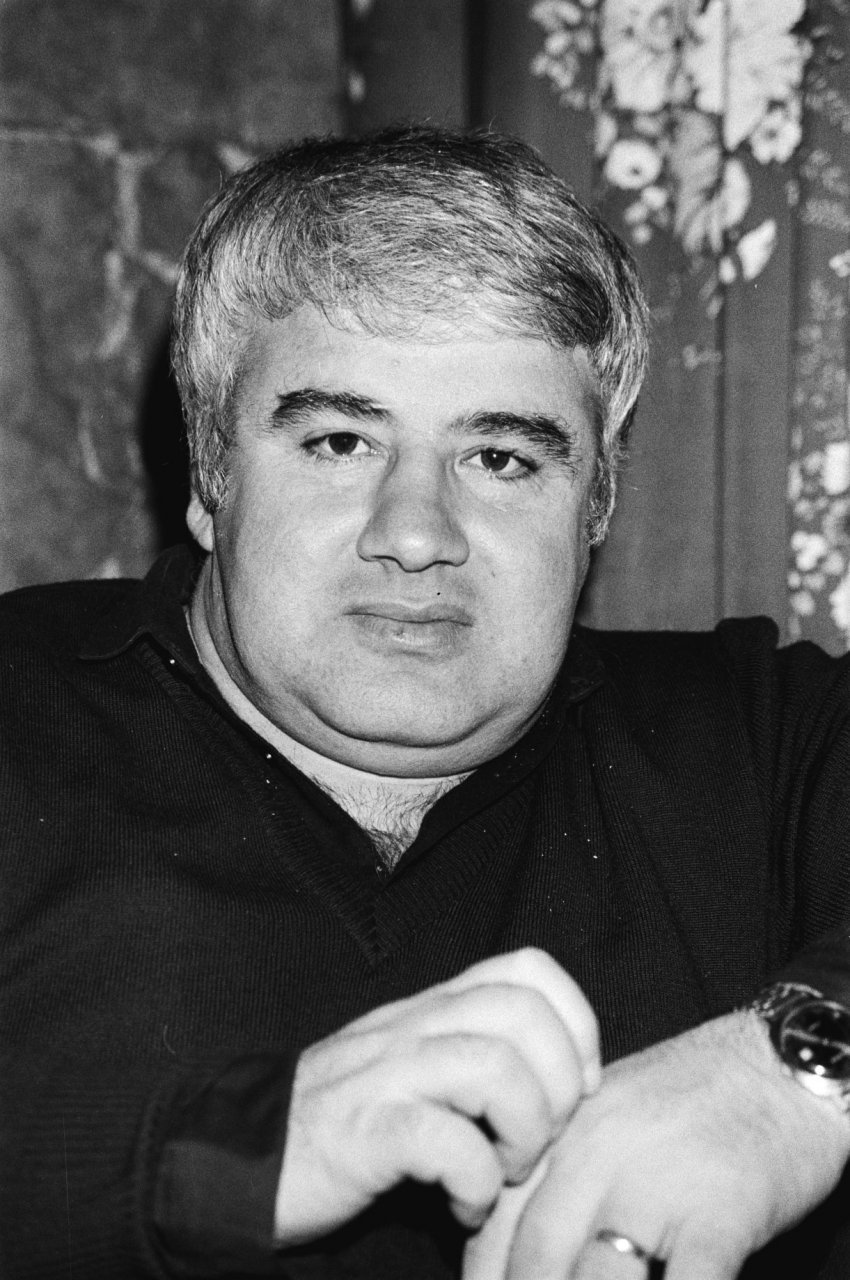
Nodar Achalkatsi tränade klubben i två omgångar, först 1976-1983 och sedan 1985/1986. Achalkatsi lyckades med klubben vinna det sovjetiska mästerskapet 1978.

Helmut Schön, tränare för Tysklands landslag som vann VM 1974, sade: "Det måste sägas att Dinamo förtjänade segern. Denna klubb har spelare av hög kvalitet." Dinamo Tbilisi blev den dittills, och hittills östligaste klubb att vinna tävlingen.
Från år 1983 upplevde klubben en mindre kris. Man hade svårt att kvalificera sig från de första rundorna i sovjetcupen och man presterade inte på samma höga nivå i ligan som man gjort under det föregående decenniet. Mellan år 1983 och 1989 gjorde klubben endast ett framträdande i någon av europacuperna.
Dinamo Tbilisi spelade sin sista match i det sovjetiska mästerskapet den 27 oktober 1989 mot Dynamo Kiev. Detta slöt cirkeln för klubben i sovjetmästerskapet, då man både spelade sin första och sista match i ligan mot Dynamo Kiev. Båda matcher slutade 2–2.

### En egen liga: 1990-talet
År 1990 vägrade den georgiska fotbollsfederationen att deltaga i sovjetmästerskapet. Detta innebar att inga georgiska klubbar kom att delta i sovjettävlingarna. 
Klubben spelade sin första match i det självständiga Georgiens egna liga, Umaghlesi Liga, mot FK Kolcheti-1913 Poti den 30 mars 1990. Dinamo förlorade den historiska matchen med 0–1. Klubben återhämtade sig dock omedelbart från förlusten i den första omgången och vann den första upplagan av ligan. Därefter lyckades klubben vinna 9 raka mästerskap och man vann även den georgiska cupen år 1992 efter att ha slagit Tschumi Sochumi i finalen.
År 1993 lyckades Dinamo ta sin första dubbel, genom att vinna både Umaghlesi Liga och cupen. Den 18 augusti 1993 blev klubben den första i Georgien att gå med i det europeiska fotbollsorganet Uefa. Detta innebar för klubben att man kunde börja spela europacuper för Georgien. Under samma år spelade Dinamo sin första internationella match för det självständiga Georgien i UEFA Champions League 1993/1994. Dinamo vann hemmamatchen mot Linfield FC med 2–1 efter mål av Sjota Arveladze och Gela Inalisjvili och man spelade 1–1 i returen på bortaplan. Efter matchen framgick det dock att Dinamo försökt muta matchtjänstemän och klubben diskvalificerades samt att klubben inte fick delta i cupen på två år.
Dinamo fortsatte under hela 1990-talet att vinna både ligan och cupen i Georgien, däremot lyckades klubben aldrig nå några framgångar i internationella sammanhang.
År 1996 lyckades Dinamo ta sig vidare från tre omgångar i UEFA-cupen. De slog luxemburgska Grevenmacher med sammanlagt 6–2, norska Molde med 2–1 samt ryska Torpedo med sammanlagt 2–1. I rundan därefter ställdes Dinamo mot portugisiska Boavista, som blev ett för tufft motstånd och klubben åkte ur. Detta blev det bästa resultatet hittills i UEFA-cupen för Dinamo. Senare orsakade en massiv utflyttning av georgiska spelare till internationella klubbar att klubben fick allt svårare att vinna ligan och cupen, och efter millennieskiftet har klubben endast tagit tre titlar på 12 säsonger.

### Minskad dominans: 2000-talet
I början av 2000-talet köptes klubben upp av den georgiske mediemogulen Badri Patarkatsisjvili. Detta innebar nya framgångar för Dinamo Tbilisi, som förlorat den georgiska ligan från år 2000 fram till dess att man lyckades knipa en ny titel säsongen 2003/2004. Man fick då spela europacup igen och laget tog sig till UEFA-cupen 2004/2005. Där lyckades Dinamo för första gången att ta sig till gruppspelet. På vägen dit slog man först vitryska FC BATE Borisov (1–0, 3–2), därefter tjeckiska Slavia Prag (2–0, 1–3) och till sist polska Wisła Kraków. I gruppspelet förlorade Dinamo alla sina matcher och slutade sist i gruppen. Övriga lag i gruppen (i slutplaceringsordning) var: Newcastle United FC, FC Sochaux-Montbéliard, Sporting Clube de Portugal och Panionios FC.
År 2004 nådde Dinamo en stor framgång i OSS-cupen. I Moskva vann Dinamo finalen i cupen mot lettiska Skonto FC med 3–1.
År 2005 lyckades Dinamo än en gång med att bli ligamästare vilket upprepades än en gång år 2008. Säsongen 2008/2009 gick Dinamo till final i den georgiska cupen och ställdes där mot Olimpi Rustavi. På Boris Paitjadze-stadion lyckades Dinamo knipa en seger efter straffläggning.

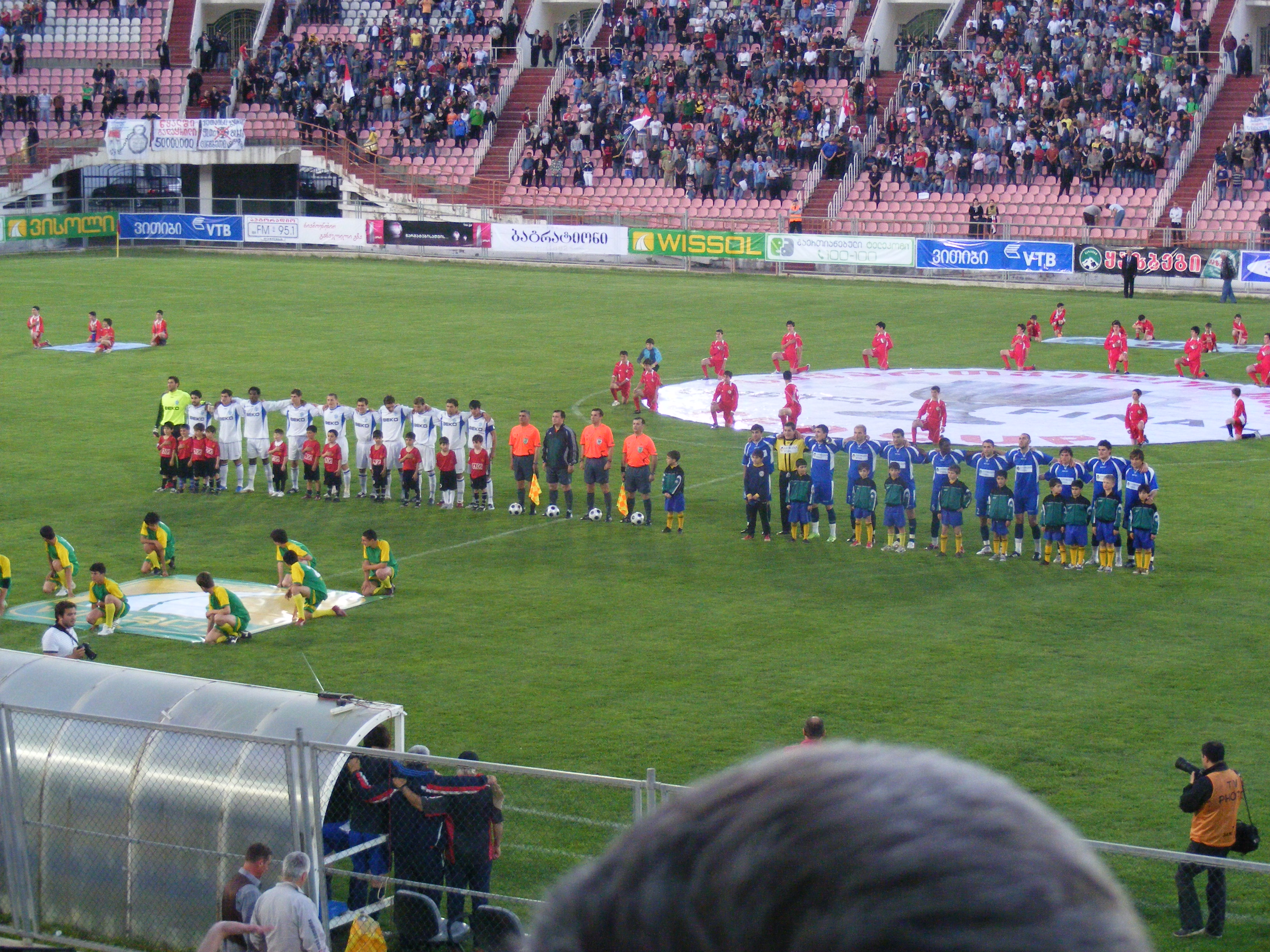
Dinamo möter Olimpi Rustavi i finalen av georgiska cupen 2008/2009.

Efter att ha vunnit ligan säsongen 2008/2009 fick Dinamo spela UEFA Europa League 2009/2010. Först slog Dinamo ut lettiska FHK Liepājas Metalurgs med sammanlagt 4–3. Därefter fick Dinamo se sig besegrade av serbiska Röda stjärnan med totalt 4–5.

### En ny era: 2010-talet
År 2010 inleddes en ny era i Dinamo Tbilisis historia. Klubben köptes upp av den georgiske affärsmannen Roman Pipia. Därefter tillsattes Kacha Kacharava som tränare, men han fick avgå år 2011 då Dinamo, för sjätte gången sedan Georgiens självständighet, fick en utländsk tränare i spanska Alejandro García Casañas. Säsongen 2010/2011 gjorde klubben sitt bästa resultat på flera år då man slutade tvåa bakom segraren FK Zestaponi. Detta innebar att klubben fick spela Uefa Europa League 2011/2012. Dinamo gick in i den första kvalomgången och slog först ut moldaviska FC Milsami med 5–1. Därefter ställdes klubben mot walesiska Llanelli AFC, som slogs ut med sammanlagt 6–2. I den sista kvalomgången ställdes man mot isländska Knattspyrnufélag Reykjavíkur och en ny seger togs, med 6–1 totalt. I den sista matchen innan gruppspelet, playoffrundan, ställdes man mot grekiska AEK Aten. Dinamo låg länge bra till efter att först ha förlorat borta med 1–0 och sedan efter full tid i Tbilisi ha spelat 1–0. Matchen gick till förlängning, i vilken AEK avgjorde till sin fördel och Dinamo åkte ur cupen. Efter att laget under Garcías ledning förlorat en match mot BSC Young Boys valde dess ledning att sparka honom, och kalla in Giorgi Devdariani som ny tränare. Devdariani, som tillfälligt ledde klubben, lämnade i juni 2012 tränarposten som övertogs av tjecken Dušan Uhrin (junior), son till Dušan Uhrin som tränade klubben mellan år 2006 och 2008.
I juli 2012 presenterade klubben sin nya logotyp som arbetats fram tillsammans med företaget Interbrand. Samtidigt presenterade man företaget Nike som ny tillverkare av matchställ. Uhrins första säsong i klubben blev mycket lyckad: först lyckades klubben för första gången på 4 säsonger vinna den georgiska cupen. Därefter lyckades man även ta hem dubbeln, då man med tio poängs marginal tog hem Umaghlesi Liga 2012/2013 före Dila Gori på andra plats. En av de viktigaste spelarna i klubben var den spanske anfallaren Xisco Muñoz, som även vann skytteligan på 24 mål.

## Stadion

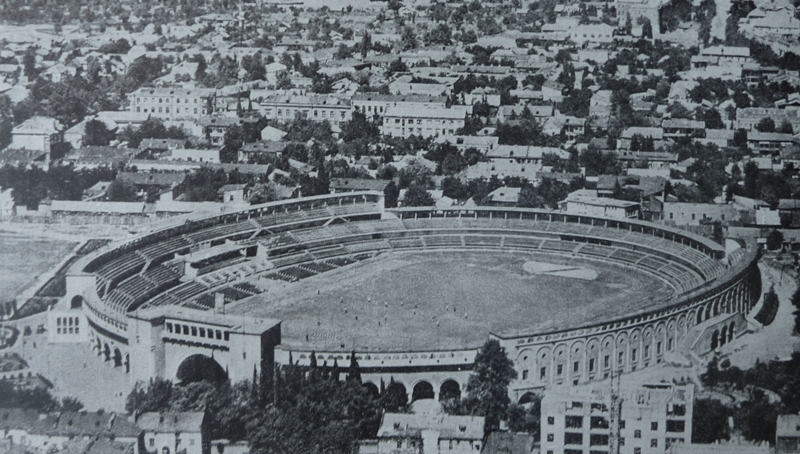
Tsentraluri stadioni år 1935.

Inledningsvis spelade Dinamo Tbilisi på den anrika Tsentraluri stadioni Tbilisi, som byggdes mellan år 1932 och 1935 lett av arkitekten Artjil Kurdiani. Stadion hade en kapacitet för 23 000 åskådare, men byggdes senare ut och fick en kapacitet på 35 000 åskådare. I takt med att Dinamo presterade allt bättre ökade också pressen på en större arena. Detta skedde under sovjettiden, då varje problem var tvunget att lösas genom Sovjetunionens högsta statliga organ. Ledaren och den första sekreteraren i det georgiska kommunistpartiet, Eduard Sjevardnadze, lyckades övertala Moskva att Georgien behövde en större och bättre arena för sina hemmamatcher. Vid tiden då stadion byggdes var den tredje största i hela Sovjetunionen, med en kapacitet för 78 000 åskådare och den uppfyllde alla Sovjets och UEFA:s krav.
Den första officiella matchen på den nya stadion, som kom att kallas Boris Paitjadze-stadion, spelades den 29 september 1976. Det var en 1/32-delsfinal i UEFA-cupen mellan Dinamo och Cardiff City FC från Wales. Premiärmatchen slutade lyckligt för Tbilisi, efter en 3–0-seger.

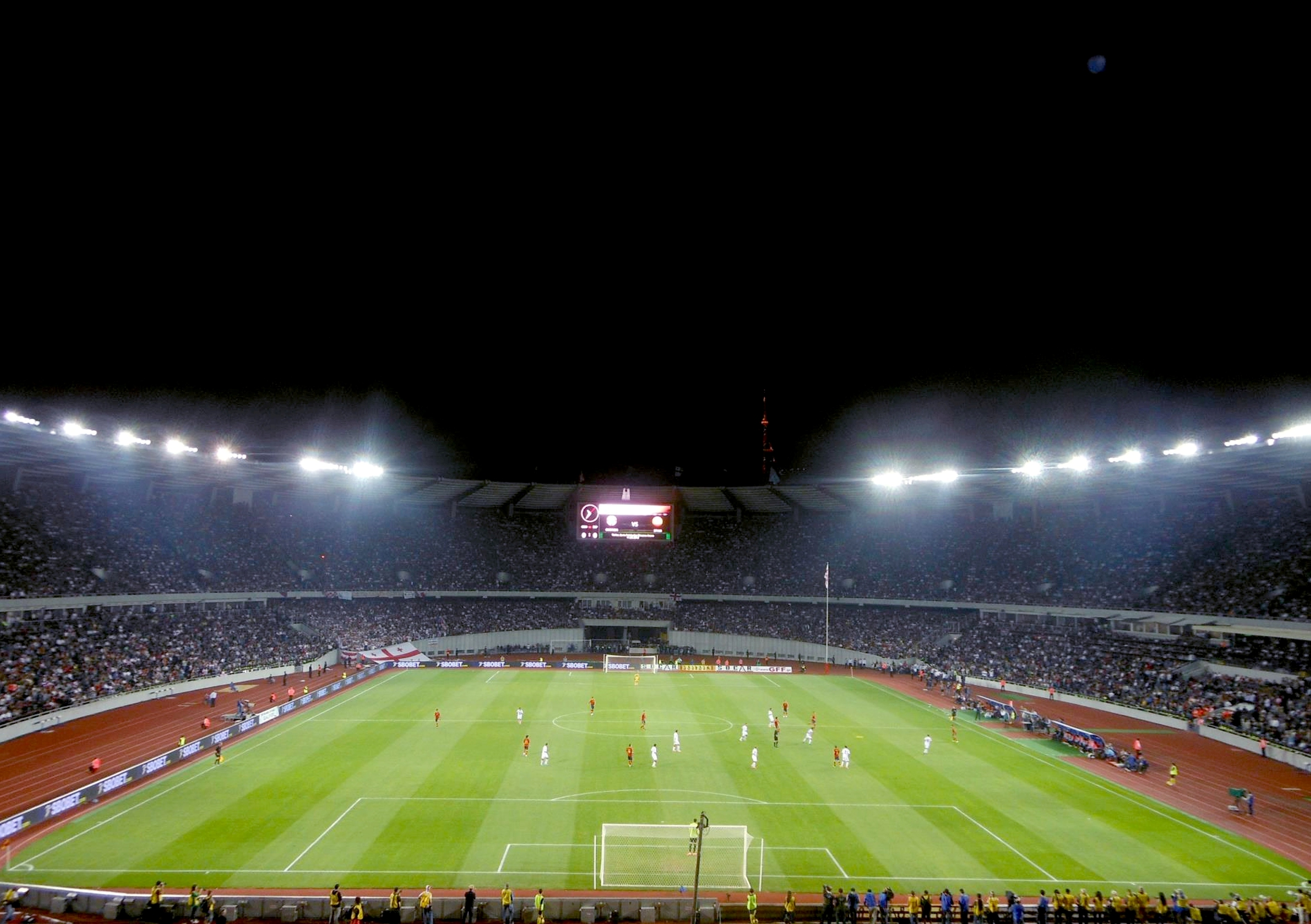
Georgien möter Spanien på Boris Paitjadze-stadion i september 2012.

Även om stadion officiellt hade en maximal kapacitet på 78 000 åskådare kan georgiska fans minnas matcher med betydligt fler åskådare än så. Exempelvis matchen mot Liverpool FC år 1979 som hölls på arenan. Den första rundan spelades i England med resultatet 2–1 till Liverpool. 

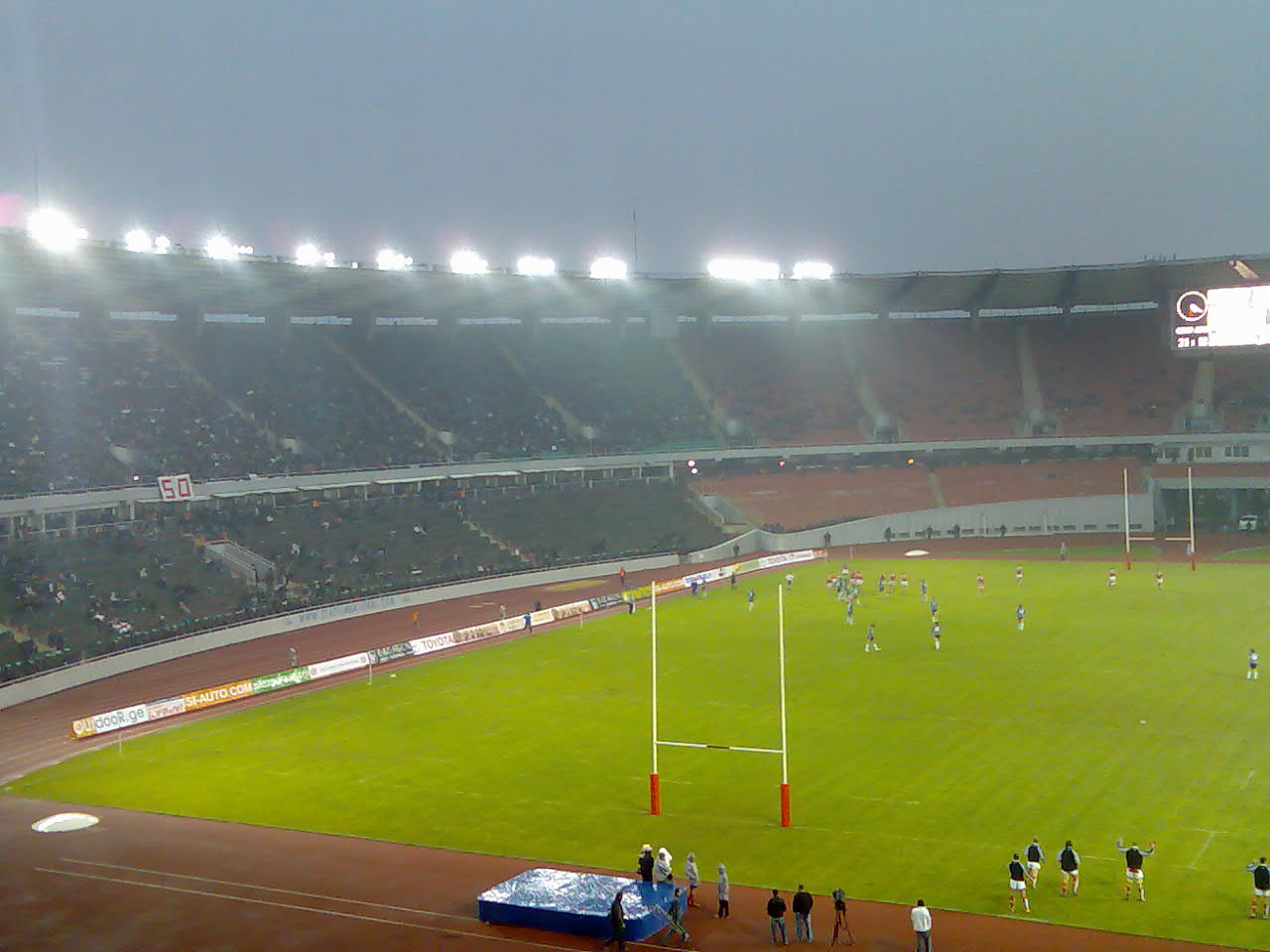
Boris Paitjadze-stadion i februari 2013.

Pressen var på Dinamo inför den andra matchen och stadion fylldes med 110 000 åskådare och deras stöd blev en viktig roll i segern, då Dinamo lyckades vinna med 3–0 och kvalificera sig för åttondelsfinal. I Sovjet håller Dinamo rekordet med högsta publiksnitt, som uppmättes till 45 000 åskådare.
Rekordpubliken på arenan återupprepades år 1995, då Georgien tog emot Tyskland. 
År 1995 döptes stadion om, från Dinamo Stadion, till Boris Paitjadze-stadion, uppkallad efter den berömda georgiska fotbollsspelaren. 
Sedan Georgiens självständighet har arenan utöver att vara Dinamos hemmaplan även varit det åt Georgiens herrlandslag i fotboll och på arenan har Georgien tagit segrar som 5–0 mot Wales och 3–0 mot Polen. Efter att klubben vunnit cupvinnarcupen 1981 samlades 80 000 fans på arenan för att hylla sina spelare. 
År 2007 genomfördes omfattande reparationer och renovationer av arenan. Detta innebar bland annat att kapaciteten minskades från 78 000 till dryga 55 000 åskådare.

## Statistik

### Internationell statistik
| Säsong  | Tävling                  | Runda     | Nation        | Klubb                    | Resultat         |
| ------- | ------------------------ | --------- | ------------- | ------------------------ | ---------------- |
| 1972–73 | UEFA-cupen               | 1/32      | Nederländerna | FC Twente                | 3–2, 0–2         |
| 1973–74 | UEFA-cupen               | 1/32      | Bulgarien     | PFK Slavija Sofia        | 4–1, 0–2         |
|         |                          | 1/16      | Jugoslavien   | OFK Beograd              | 3–0, 5–1         |
|         |                          | 1/8       | England       | Tottenham Hotspur FC     | 1–1, 1–5         |
| 1976–77 | Cupvinnarcupen i fotboll | 1/16      | Wales         | Cardiff City FC          | 0–1, 3–0         |
|         |                          | 1/8       | Ungern        | MTK Hungária FC          | 1–4, 0–1         |
| 1977–78 | UEFA-cupen               | 1/32      | Italien       | FC Inter                 | 1–0, 0–0         |
|         |                          | 1/16      | Danmark       | Kjøbenhavns Boldklub     | 4–1, 2–1         |
|         |                          | 1/8       | Schweiz       | Grasshopper Club Zürich  | 1–0, 0–4         |
| 1978–79 | UEFA-cupen               | 1/32      | Italien       | SSC Napoli               | 2–0, 1–1         |
|         |                          | 1/16      | Tyskland      | Hertha BSC Berlin        | 0–2, 1–0         |
| 1979–80 | Europacupen i fotboll    | 1/16      | England       | Liverpool FC             | 1–2, 3–0         |
|         |                          | 1/8       | Tyskland      | Hamburg                  | 1–3, 2–3         |
| 1980–81 | Cupvinnarcupen i fotboll | 1/16      | Grekland      | Kastoria FC              | 0–0, 2–0         |
|         |                          | 1/8       | Irland        | Waterford FC             | 1–0, 4–0         |
|         |                          | 1/4       | England       | West Ham United          | 4–1, 0–1         |
|         |                          | 1/2       | Nederländerna | Feyenoord Rotterdam      | 3–0, 0–2         |
|         |                          | Final     | Östtyskland   | FC Carl Zeiss Jena       | 2–1              |
| 1981–82 | Cupvinnarcupen i fotboll | 1/16      | Österrike     | Grazer AK                | 2–0, 2–2         |
|         |                          | 1/8       | Frankrike     | SC Bastia                | 1–1, 3–1         |
|         |                          | 1/4       | Polen         | Legia Warszawa           | 1–0, 1–0         |
|         |                          | 1/2       | Belgien       | Standard Liège           | 0–1, 0–1         |
| 1982–83 | UEFA-cupen               | 1/32      | Italien       | SSC Napoli               | 2–1, 0–1         |
| 1987–88 | UEFA-cupen               | 1/32      | Bulgarien     | PFC Lokomotiv Sofia      | 1–3, 3–0         |
|         |                          | 1/16      | Rumänien      | Victoria București       | 2–1, 0–0         |
|         |                          | 1/8       | Tyskland      | Werder Bremen            | 1–2, 1–1         |
| 1993–94 | UEFA Champions League    | 1Q        | Nordirland    | Linfield FC              | 2–1, 1–1         |
| 1994–95 | UEFA-cupen               | 1Q        | Rumänien      | FC Universitatea Craiova | 2–0, 2–1         |
|         |                          | 1/32      | Österrike     | FC Tirol Innsbruck       | 1–0, 1–5         |
| 1995–96 | UEFA-cupen               | 1Q        | Bulgarien     | PFC Botev Plovdiv        | 0–1, 0–1         |
| 1996–97 | UEFA-cupen               | 1Q        | Luxemburg     | CS Grevenmacher          | 4–0, 2–2         |
|         |                          | 2Q        | Norge         | Molde FK                 | 2–1, 0–0         |
|         |                          | 1/32      | Ryssland      | FC Torpedo Moskva        | 1–0, 1–1         |
|         |                          | 1/16      | Portugal      | Boavista FC              | 1–0, 0–5         |
| 1997–98 | UEFA Champions League    | 1Q        | Nordirland    | Crusaders                | 3–1, 5–1         |
|         |                          | 2Q        | Tyskland      | Bayer Leverkusen         | 1–6, 1–0         |
| 1997–98 | UEFA-cupen               | 1/32      | Belarus       | MPKC Mozyr               | 1–1, 1–0         |
|         |                          | 1/16      | Portugal      | SC Braga                 | 0–4, 0–1         |
| 1998–99 | UEFA Champions League    | 1Q        | Albanien      | Vllaznia Shkodër         | 3–0, 1–3         |
|         |                          | 2Q        | Spanien       | Athletic Bilbao          | 2–1, 0–1         |
| 1998–99 | UEFA-cupen               | 1/32      | Nederländerna | Willem II                | 0–3, 0–3         |
| 1999–00 | UEFA Champions League    | 1Q        | Moldavien     | Zimbru Chişinău          | 2–1, 0–2         |
| 2001–02 | UEFA-cupen               | 1Q        | Belarus       | Bate Borisov             | 2–1, 0–4         |
| 2002–03 | UEFA-cupen               | 1Q        | Estland       | TVMK Tallinn             | 4–1, 1–0         |
|         |                          | 2Q        | Tjeckien      | Slovan Liberec           | 0–1, 2–3         |
| 2003–04 | UEFA Champions League    | 1Q        | Albanien      | KF Tirana                | 3–0, 0–3         |
| 2004–05 | UEFA-cupen               | 1Q        | Belarus       | Bate Borisov             | 1–0, 3–2         |
|         |                          | 2Q        | Tjeckien      | Slavia Praha             | 1–3 , 2–0        |
|         |                          | 3Q        | Polen         | Wisła Kraków             | 3–4 , 2–1        |
|         |                          | Gruppspel | Frankrike     | Sochaux                  | 0–2              |
|         |                          | Gruppspel | England       | Newcastle United         | 0–2              |
|         |                          | Gruppspel | Portugal      | Sporting Lissabon        | 0–4              |
|         |                          | Gruppspel | Grekland      | Panionios                | 2–5              |
| 2005–06 | UEFA Champions League    | 1Q        | Estland       | Levadia                  | 0–1 2–0          |
|         |                          | 2Q        | Danmark       | Brøndby IF               | 0–2, 1–3         |
| 2007–08 | UEFA-cupen               | 1Q        | Liechtenstein | Vaduz                    | 2–0, 0–0         |
|         |                          | 2Q        | Österrike     | SK Rapid Wien            | 0–3, 0–5         |
| 2008–09 | UEFA Champions League    | 1Q        | Färöarna      | NSÍ Runavík              | 3–0, 0–1         |
|         |                          | 2Q        | Grekland      | Panathinaikos FC         | 0–3, 0–0         |
| 2009/10 | Uefa Europa League       | 2Q        | Lettland      | FHK Liepājas Metalurgs   | 1–2, 3–1         |
|         |                          | 3Q        | Serbien       | Röda stjärnan            | 2–0, 2–5         |
| 2010–11 | Uefa Europa League       | 1Q        | Estland       | FC Flora Tallinn         | 2–1, 0–0         |
|         |                          | 2Q        | Sverige       | Gefle IF                 | 2–1, 2–1         |
|         |                          | 3Q        | Österrike     | SK Sturm Graz            | 0–2, 1–1         |
| 2011–12 | Uefa Europa League       | 1Q        | Moldavien     | FC Milsami               | 2–0, 3–1         |
|         |                          | 2Q        | Wales         | Llanelli AFC             | 1–2, 5-0         |
|         |                          | 3Q        | Island        | KR                       | 4-1, 2-0         |
|         |                          | Playoff   | Grekland      | AEK Aten                 | 0-1, 1-1 (e.fl.) |

- Förklaring: 1Q = första kvalomgången, 2Q = andra kvalomgången, 3Q = tredje kvalomgången, 
 1/32 = rundan med 32 lag, 1/16 = sextondelsfinal, 1/8 = åttondelsfinal, 1/4 = kvartsfinal, 1/2 = semifinal

### Meriter
- Sovjetiska mästare i fotboll (2): 1964, 1978
- Georgiska mästare i fotboll[37] (19):  1990, 1991, 1992, 1993, 1994, 1995, 1996, 1997, 1998, 1999, 2003, 2005, 2008, 2013, 2014, 2016, 2019, 2020, 2022
- Georgiska cupmästare i fotboll (13): 1992, 1993, 1994, 1995, 1996, 1997, 2003, 2004, 2009, 2013, 2014, 2015, 2016
- Vinnare av georgiska supercupen (8): 1996, 1997, 1999, 2005, 2008, 2014, 2015, 2021
- Vinnare av cupvinnarcupen i fotboll (1): 1981

### Uefa-klubbranking 2020
| Nr  | Land                    | Lag                 | Poäng |
| --- | ----------------------- | ------------------- | ----- |
| 230 | Belarus                 | Shakhtyor Soligorsk | 4,750 |
| 231 | Bosnien och Hercegovina | Sarajevo            | 4,750 |
| 232 | Georgien                | Dinamo Tbilisi      | 4,750 |
| 233 | Irland                  | Cork City           | 4,750 |
| 234 | Luxemburg               | Fola Esch           | 4,750 |

## Sponsorer
| Period    | Matchställstillverkare | Sponsor     |
| 2001–2005 | 2K                     | Bordzjomi   |
| 2005–2009 | Jako                   | Beko        |
| 2009–2011 | Saller                 | VTB         |
| 2011–2012 | Adidas                 | Privat Bank |
| 2012–     | Nike                   | Privat Bank |
| --------- | ---------------------- | ----------- |

## Spelare

### Spelartrupp
| Nr          | Namn                    | Nationalitet  | Position  | Födelsedatum (ålder) | Noter     |           |
| Målvakter   | Målvakter               | Målvakter     | Målvakter | Målvakter            | Målvakter | Målvakter |
| ----------- | ----------------------- | ------------- | --------- | -------------------- | --------- | --------- |
| 1           | Luka Kutaladze          | Georgien      | MV        | 27 april 2001        |           |           |
| 13          | Omar Migineishvili      | Georgien      | MV        | 2 mars 1984          |           |           |
| 30          | Roin Kvaskhvadze        | Georgien      | MV        | 31 maj 1989          |           |           |
| Försvarare  |                         |               |           |                      |           |           |
| 3           | Víctor Mongil           | Spanien       | F         | 21 juli 1992         |           |           |
| 5           | Davit Kobouri           | Georgien      | F         | 24 januari 1998      |           |           |
| 12          | Levan Kharabadze        | Georgien      | F         | 26 januari 2000      |           |           |
| 15          | Giorgi Papava           | Georgien      | F         | 16 februari 1993     | Kapten    |           |
| 16          | Giorgi Kimadze          | Georgien      | F         | 11 februari 1992     |           |           |
| 19          | Simon Gbegnon           | Togo          | F         | 27 oktober 1992      |           |           |
| 22          | Fabian Sporkslede       | Nederländerna | F         | 3 augusti 1993       |           |           |
| 24          | Nodar Iashvili          | Georgien      | F         | 24 januari 1993      |           |           |
| 35          | Tornike Jangidze        | Georgien      | F         | 8 januari 2001       |           |           |
| 39          | Saba Khvadagiani        | Georgien      | F         | 30 januari 2003      |           |           |
| Mittfältare |                         |               |           |                      |           |           |
| 6           | Bakar Kardava           | Georgien      | MF        | 4 oktober 1994       |           |           |
| 7           | Jano Ananidze           | Georgien      | MF        | 10 oktober 1992      |           |           |
| 8           | Milan Radin             | Serbien       | MF        | 25 juni 1991         |           |           |
| 21          | Giorgi Kutsia           | Georgien      | MF        | 27 oktober 1999      |           |           |
| 23          | Giorgi Moistsrapishvili | Georgien      | MF        | 29 september 2001    |           |           |
| 25          | Tornike Morchiladze     | Georgien      | MF        | 10 januari 2002      |           |           |
| 27          | Anzor Mekvabishvili     | Georgien      | MF        | 5 juni 2001          |           |           |
| 34          | Luka Gagnidze           | Georgien      | MF        | 28 februari 2003     |           |           |
| 37          | Nodar Lominadze         | Georgien      | MF        | 4 april 2002         |           |           |
| Anfallare   |                         |               |           |                      |           |           |
| 9           | Giorgi Gabedava         | Georgien      | A         | 3 oktober 1989       |           |           |
| 17          | Tornike Akhvlediani     | Georgien      | A         | 24 juli 1999         |           |           |
| 18          | Filip Oršula            | Slovakien     | A         | 25 februari 1993     |           |           |
| 20          | Sekou Keita             | Guinea        | A         | 12 december 1994     |           |           |
| 32          | Zoran Marušić           | Serbien       | A         | 29 november 1993     |           |           |
| 38          | Giorgi Abuashvili       | Georgien      | A         | 8 februari 2003      |           |           |

### Kända tidigare spelare
Listade spelare under Sovjettiden har spelat åtminstone en landskamp för Sovjetunionens herrlandslag i fotboll.
| - Kachi Asatiani - Aleksandre Tjivadze - Avtandil Tjkuaseli - Vitali Daraselia - Revaz Dzodzuasjvili - Otar Gabelia - Valerij Gazzajev - Vladimir Gutsajev - Anzor Kavazasjvili - Sjota Chintjagasjvili - Nodar Chizanisjvili - Murtaz Churtsilava - Davit Kipiani - Vachtang Koridze - Tamaz Kostava - Sergej Kutivadze - Manutjar Matjaidze | - Micheil Meschi - Slava Metreveli - Givi Nodia - Tengiz Sulakvelidze - Guram Tschovrebov - Ramaz Urusjadze - / Omar Tetradze - / Achrik Tsvejba - / Kachaber Tschadadze - Sjota Arveladze - Giorgi Demetradze - Kachaber Kaladze - Temuri Ketsbaia - Giorgi Kinkladze - Levan Kobiasjvili |

### Bästa målgörare efter säsong

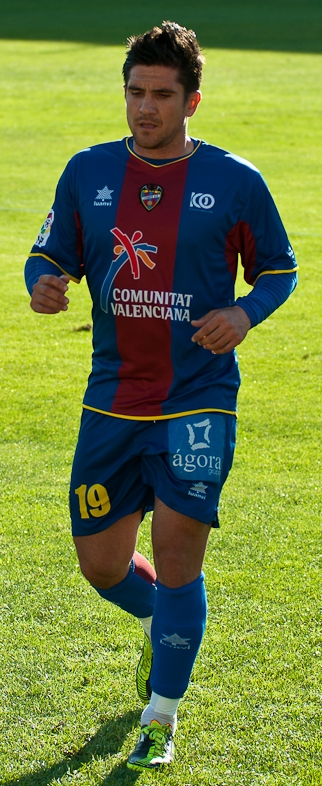
Xisco Muñoz vann den interna skytteligan säsongen 2011/2012.

| Säsong  | Namn                                     | Mål |
| ------- | ---------------------------------------- | --- |
| 1990    | Gia Guruli                               | 23  |
| 1991    | Micheil Kavelasjvili                     | 12  |
| 1991/92 | Kacha Katjarava                          | 26  |
| 1992/93 | Sjota Arveladze                          | 18  |
| 1993/94 | Micheil Kavelasjvili Aleksandre Iasjvili | 19  |
| 1994/95 | Aleksandre Iasjvili                      | 24  |
| 1995/96 | Aleksandre Iasjvili                      | 26  |
| 1996/97 | Giorgi Demetradze                        | 26  |
| 1997/98 | Levan Chomeriki                          | 23  |
| 1998/99 | Micheil Asjvetia                         | 26  |
| 1999/00 | Rati Aleksidze Micheil Asjvetia          | 12  |
| 2000/01 | Robert Zirakisjvili                      | 21  |
| 2001/02 | Micheil Bobochidze                       | 13  |
| 2002/03 | Vitali Daraselia                         | 15  |
| 2003/04 | Lado Achalaia                            | 12  |
| 2004/05 | Levan Melkadze                           | 27  |
| 2005/06 | Giorgi Megreladze                        | 14  |
| 2006/07 | Sandro Iasjvili                          | 20  |
| 2007/08 | Micheil Chutsisjvili                     | 16  |
| 2008/09 | Giorgi Merebasjvili Ilija Spasojević     | 13  |
| 2009/10 | Georges Akieremy                         | 11  |
| 2010/11 | Levan Chmaladze Aleksandre Kosjkadze     | 8   |
| 2011/12 | Xisco Muñoz                              | 15  |
| 2012/13 | Xisco Muñoz                              | 24  |

## Ledare

### Tränarhistoria
| - Vjatjeslav Soloviov (1967–68) - Gavriil Katjalin (1971–72) - Aleksandre Kotrikadze (1973) - Givi Tjocheli (1974) - Michail Jakusjin (1974–75) - Nodar Achalkatsi (1976–83) - Davit Kipiani (1984–85) - Nodar Achalkatsi (1985–86) - Kachi Asatiani (1987–88) - Germann Zonin (1988) - Davit Kipiani (1988–91) - Revaz Dzodzuasjvili (1992) - Givi Nodia (1992–94) - Temur Tjchaidze (1994) - Sergo Kutivadze (1994–95) - Vadzja Dzjvania (1995) - Davit Kipiani (1996–97) - Nodar Akobia (1998) - Murtaz Churtsilava (1998–99) | - Johan Boskamp (1998) - Gia Gegutjadze (1999) - Otar Korghalidze (1999-00) - Dzjemal Tjimakadze (2000) - Revaz Arveladze (2000–01) - Gotja Tkebutjava (2001) - Givi Nodia (2001) - Ivo Šušak (2002–04) - Gia Gegutjadze (2004–05) - Kachaber Tschadadze (2005–06) - Andrej Tjernysjov (2006) - Kacha Katjarava (2006) - Dušan Uhrin (2006–08) - Rainer Zobel (2008–09) - Kacha Katjarava (2009–10) - Kacha Katjarava (2010–11) - Álex García (2011-2012) - Giorgi Devdariani (2012) - Ramaz Mumladze (2012) | - Dušan Uhrin (2012-) |